# Gosling Green
Gosling Green ist ein Weiler in der Gemeinde Groton, im District Babergh in der Grafschaft Suffolk, England. Es hat ein denkmalgeschütztes Gebäude: Gosling Green House.